# Berchemiella
Berchemiella là một chi thực vật có hoa thuộc họ Táo (Rhamnaceae). Chi này được Takenoshin Nakai mô tả khoa học lần đầu tiên năm 1923 với 2 loài là B. wilsonii, B. berchemiaefolia.

## Tên gọi
Hai loài tại Trung Quốc được gọi là 小勾儿茶 (tiểu câu nhi trà).

## Mô tả
Cây gỗ hoặc cây bụi, gần như nhẵn nhụi. Lá mọc so le, gân lá lông chim, với các gân phụ gần như song song, đáy thường không đối xứng, mép nguyên. Hoa lưỡng tính, mẫu 5, có cuống, trong các cành hoa dạng xim lỏng lẻo ở đầu cành hoặc các chùm ở nách lá; nụ hoa hình cầu; lá bắc nhỏ, sớm tàn. Ống đài hoa hình chén; các thùy hình tam giác, có mảnh vỡ, mặt gần trục có gờ ở đoạn giữa, với nhú giống như mỏ chèn vào đáy. Cánh hoa hình trứng ngược-dạng nắp, dài gần như bằng lá đài, đáy có vuốt ngắn, đỉnh thuôn tròn hoặc có khía răng cưa. Nhị hoa đính lưng, được các cánh hoa ôm lấy. Đĩa hoa dạng ngũ giác, dày, không bền ở quả. Bầu nhụy thượng, gần như lên tới một nửa chìm trong đĩa, 2 ngăn, mỗi ngăn 1 noãn ở bên gần đáy; vòi nhụy ngắn, mập, sớm tàn sau khi nở hoa; đầu nhụy có khía răng cưa hoặc chẻ đôi. Quả hạch 1 ngăn, 1 hạt, với ống đài bền ở đáy.
Chi này có quan hệ họ hàng gần với các loài Berchemia; nhưng khác ở chỗ lá đài với các nhú giống như mỏ ở gân giữa mặt gần trục có gờ; đĩa hoa ngũ giác, không bền ở quả; quả hạch 1 ngăn, 1 hạt; và các lá thường là bất đối xứng.

## Các loài
Chi này chứa 3 loài đã biết, với khu vực phân bố là đông bắc châu Á.
- Berchemiella berchemiifolia (Makino) Nakai, 1923: Hàn Quốc, nam và trung Nhật Bản
- Berchemiella wilsonii (C.K.Schneid.) Nakai, 1923: Trung Quốc (tây Hồ Bắc, An Huy, Chiết Giang).
- Berchemiella yunnanensis Y.L.Chen & P.K.Chou, 1979: Trung Quốc (đông nam Vân Nam, huyện Phú Ninh).